# 天主教格林斯堡教區
天主教格林斯堡教區（拉丁語：Dioecesis Greensburgensis）是美國一個羅馬天主教教區，屬費城總教區。教區於1951年3月10日成立。
教區管轄賓夕法尼亞州西南部四縣，教座位於格林斯堡。教區於2006年時有170,486名教友（佔轄區總人口25.0%）、101個堂區和192名司鐸。教區主教現時出缺，榮休主教為老楞佐·E·布蘭特。